# Aaron Williams (giocatore di football americano)
Aaron Williams (San José, 23 aprile 1990) è un ex giocatore di football americano statunitense che ha militato nel ruolo di strong safety nella della National Football League (NFL). Fu scelto nel corso del secondo giro (34º assoluto) del Draft NFL 2011 dai Buffalo Bills. Al college ha giocato a football con i Texas Longhorns.

## Carriera professionistica

### Buffalo Bills
Williams fu scelto dai Buffalo Bills nel corso del secondo giro del Draft 2011. Nella sua stagione da rookie disputò nove partite, sei delle quali come titolare, mettendo a segno 32 tackle e un intercetto. La stagione successiva disputò 11 partite, 10 come titolare, con altri 32 tackle e senza alcun intercetto.
Nella settimana 4 della stagione 2013, Williams stabilì un nuovo primato personale con due intercetti su Joe Flacco, contribuendo alla vittoria sui Baltimore Ravens. La sua annata si concluse con i nuovi primati in carriera per tackle (82) e intercetti (4).
Il 5 marzo 2014, Williams firmò con i Bills un rinnovo quadriennale del valore di 26 milioni di dollari.

## Statistiche
| Partite totali      | 34  |
| Partite da titolare | 30  |
| Tackle totali       | 146 |
| Sack                | 0,0 |
| Intercetti          | 5   |
| Fumble forzati      | 2   |

Statistiche aggiornate alla stagione 2013